# 몬테네그로의 국기

비율 1:2

몬테네그로의 국기는 세르비아 몬테네그로 시절이었던 2004년 7월 13일에 제정되었다. 금색 테두리에 빨간색 직사각형이 그려져 있으며, 빨간색 직사각형 가운데에는 몬테네그로의 국장이 그려져 있다.
국기 한가운데에 위치한 국장은 몬테네그로 공국·몬테네그로 왕국의 다닐로 1세, 니콜라 1세 시대에 사용된 왕실기의 국장을 사용했다. 다닐로 1세, 니콜라 1세의 왕실기에 있는 국장에는 국장 한가운데에 키릴 문자로 "Д.І"(다닐로 1세의 이니셜) 또는 "Н.І"(니콜라 1세의 이니셜)라고 쓰여 있었지만, 현재의 국기에는 삭제되었다. 지금은 그 자리를 금색 사자 문양이 대신하고 있다.
국장의 중심에 있는 금색 사자 문양은 베네치아 공화국의 수호 성인인 성 마르코의 상징물이다. 베네치아 공화국의 상징이 들어있는 이유는 1797년까지는 몬테네그로의 도시가 베네치아 공화국의 영토에 속해 있었기 때문이다.
유고슬라비아 사회주의 연방 공화국 시절에는 세르비아의 국기와 유사한 빨간색, 파란색, 하얀색 세 가지 색으로 구성된 가로 줄무늬 바탕 가운데에 붉은색 별이 그려진 국기를 사용했으며, 유고슬라비아 연방 공화국의 몬테네그로 공화국 시절이었던 1992년부터 2004년 7월까지는 빨간색, 파란색, 하얀색 세 가지 색으로 구성된 가로 줄무늬로 구성된 1:3 비율의 국기를 사용했었다.

## 색상
| 색상 | 빨강              | 금색                 | 파랑                | 초록                 |
| ---- | ----------------- | -------------------- | ------------------- | -------------------- |
| RGB  | 196–3–8 (#C40308) | 212–175–58 (#D4AF3A) | 29–94–145 (#1D5E91) | 109–140–62 (#6D8C3E) |

## 그 외의 기

몬테네그로의 국기를 세로 방향으로 게양한 모습
해군기
대통령기
해상용 대통령기
함수기

## 과거의 기

몬테네그로 공국의 국기 (1852년-1860년)
몬테네그로 공국의 국기 (1860년-1905년) 몬테네그로 왕국의 국기 (1905년-1910년)
몬테네그로 왕국의 국기 (1910년-1918년)
몬테네그로 왕국의 왕실기 (1910년-1918년)
몬테네그로 사회주의 공화국의 국기 (1945년-1991년)
몬테네그로 공화국의 국기 (1992년-1993년)
몬테네그로 공화국의 국기 (1993년-2004년)

## 같이 보기
- 몬테네그로의 국장
- 세르비아 몬테네그로의 국기